# Предео изузетних одлика Мируша
Предео изузетних одлика Мируша је подручје које се налази у Метохијској котлини, на додиру два географска краја Метохије — Прекорупље, простране површи у оквиру секундарне Мирушке котлине и Подримље, долинског краја поред Белог Дрима, на територији општина Клина и Ораховац, на Косову и Метохији.
Кањон Мируше представља предео изузетних одлика јединствене репрезентативне морфохидролошке грађе (16 језера међусобно раздвојених водопадима, слаповима и брзацима), специфичне термофилне и ксеротермофилне вегетације са природним реткостима (косовски божур, балканска форзиција, гороцвет и др) и медитеранском фауном (даруска ласта и др.).

## Географија
Регионални парк природе Мируша простире се на 55.580 ha (555,8 km2)  широм општина Клина, Малишево и Ораховац на источној страни равнице Дукађин, централно Косово. Надморска висина се обично креће од  340 до 600 метара изнад нивоа мора. Геодиверзитет слива реке Мируше представља важне компоненте наслеђа повезане са геологијом, геоморфологијом и хидрологијом, важне за науку, образовање, као и за туристичку употребу.

### Геологија
Геолошку структуру парка чине ултраосновне стене и вулканско-седиментне формације (дијабазни црет) из јурске ере и карбоната из доње и горње креде. Геолошка структура кањона Мируше углавном сачињавају мезозојске кречњачке литице са тенденцијом пада у правцу тока воде. Проширење ових стена у правцу северозапад—југоисток, и спуштање ка југоистоку, представља геолошко проширење стена.
Квартарни седименти су представљени хумусом, песковитим хумусом, глиновитим хумусом и алевролом. Речне терасе долине Мируше су углавном изграђене од комада заобљеног кварцита, палеозојског шкриљевца, кречњака из креде, пешчара, серпентинита, дијабаза и габрова. Ове флувијалне терасе су дилувијалног порекла.
Алувијум је уобичајен са обе стране реке Мируше. Генерално, на подручју алувијума није широко распрострањено.
Делувионети су чешћи у ширем делу региона. Ови седименти настају у природним условима пролазећи кроз седиментни материјал, из покретног стања или прелазећи у стационарно стање. Квартарни седименти су у контакту са кречњаком горње креде. Такође, у источном и западном делу ови седименти су у контакту са метаседиментним појасом. Квартарно подручје је представљено језерским седиментима, су-глином, шљунком, песком и муљем.
У оквиру подручја парка простиру се и плиоценски седименти. Већим делом су у ерозијском контакту са кречњачким литицама горње креде. Ови кречњаци су масивни и садрже бројне трагове гастропода и леже кроз сенонски кречњачки под. Такође у плиоценским седиментима потврђено је неколико слојева изгледа угља.
Доња креда је представљена кречњачким плочама различитих боја и чешћа је у западном делу.
Седиментне вулканогене серије шире се у југозападном региону. Према геолошкој карти постоје два подручја распрострањености: северна и јужна подручја. У северном делу распрострањене су формације флиша, конгломератног песка и лапораца, док су у јужном делу распрострањене глине из шкриљаца, пешчара и силицијум.
Подручје има велику геонаслеђу и велики потенцијал за туризам. Најзначајније вредности геонаслеђа су сам кањон са језерима, водопадима, пећинама (Души пећина, Понорци пећина, Затрићи пећина, пећина Азема Галице и др.), крашки облици, ( баре, писци, крашке долине и др.), као и базни украсни извори и изглед термалних стена, каменчићи веома декоративног карактера, камењари и сл. с. Ове вредности су важне за науку, образовање, као и за туристичку употребу.

## Клима
Клима у подручју Парка Мируша је благо континентална, под утицајем медитеранске климе. Подручје Парка нема метеоролошку станицу, али су коришћени климатски подаци са оближњих станица, као што су Ораховац (14 километара ваздушне линије), Ђаковица (20 km) и Пећ (28 km)
| Средња годишња температура ваздуха | Средња годишња температура ваздуха | Средња годишња температура ваздуха | Средња годишња температура ваздуха | Средња годишња температура ваздуха | Средња годишња температура ваздуха | Средња годишња температура ваздуха | Средња годишња температура ваздуха | Средња годишња температура ваздуха | Средња годишња температура ваздуха | Средња годишња температура ваздуха | Средња годишња температура ваздуха | Средња годишња температура ваздуха |
| ---------------------------------- | ---------------------------------- | ---------------------------------- | ---------------------------------- | ---------------------------------- | ---------------------------------- | ---------------------------------- | ---------------------------------- | ---------------------------------- | ---------------------------------- | ---------------------------------- | ---------------------------------- | ---------------------------------- |
| Месец                              | I                                  | II                                 | III                                | IV                                 | V                                  | VI                                 | VII                                | VIII                               | IX                                 | X                                  | XI                                 | XII                                |
| Температура (Cº)                   | ‐1.2                               | 2.5                                | 5.7                                | 11.1                               | 15.9                               | 19.3                               | 21.4                               | 21.2                               | 17                                 | 11.6                               | 7                                  | 3.4                                |

Просечна годишња количина падавина је 910 mm. Месеци са највише падавина су децембар (114 mm) и новембар (109 mm), док је минимум у јулу (51 mm) и јун (54 mm).
| Просечна годишња количина падавина | Просечна годишња количина падавина | Просечна годишња количина падавина | Просечна годишња количина падавина | Просечна годишња количина падавина | Просечна годишња количина падавина | Просечна годишња количина падавина | Просечна годишња количина падавина | Просечна годишња количина падавина | Просечна годишња количина падавина | Просечна годишња количина падавина | Просечна годишња количина падавина | Просечна годишња количина падавина |
| ---------------------------------- | ---------------------------------- | ---------------------------------- | ---------------------------------- | ---------------------------------- | ---------------------------------- | ---------------------------------- | ---------------------------------- | ---------------------------------- | ---------------------------------- | ---------------------------------- | ---------------------------------- | ---------------------------------- |
| Месец                              | I                                  | II                                 | III                                | IV                                 | V                                  | VI                                 | VII                                | VIII                               | IX                                 | X                                  | XI                                 | XII                                |
| Количина падавина (mm)             | 90                                 | 70                                 | 80                                 | 59                                 | 79                                 | 54                                 | 51                                 | 55                                 | 57                                 | 92                                 | 109                                | 114                                |

Релативна влажност ваздуха је 76%. Релативна влажност ваздуха већа је у децембру, новембру и јануару, док је нижа у јуну и јулу. Разлика између највишег и најнижег нивоа влажности износи 19%.
| Релативна влажност ваздуха | Релативна влажност ваздуха | Релативна влажност ваздуха | Релативна влажност ваздуха | Релативна влажност ваздуха | Релативна влажност ваздуха | Релативна влажност ваздуха | Релативна влажност ваздуха | Релативна влажност ваздуха | Релативна влажност ваздуха | Релативна влажност ваздуха | Релативна влажност ваздуха | Релативна влажност ваздуха |
| -------------------------- | -------------------------- | -------------------------- | -------------------------- | -------------------------- | -------------------------- | -------------------------- | -------------------------- | -------------------------- | -------------------------- | -------------------------- | -------------------------- | -------------------------- |
| Месец                      | I                          | II                         | III                        | IV                         | V                          | VI                         | VII                        | VIII                       | IX                         | X                          | XI                         | XII                        |
| %                          | 85                         | 80                         | 76                         | 71                         | 73                         | 71                         | 69                         | 67                         | 71                         | 79                         | 86                         | 86                         |

Годишње сунчево зрачење траје 1.968 сати. Месец са највећом осунчаношћу је август са 298 сати и јул са 289 сати, док је месец са најнижом инсолацијом 58 децембар и јануар 63 сата. Просечно годишње сунчево зрачење је 5 сати. Летњи период (или периоди вегетације од IV–X) у просеку има 1.411 сунчаних сати.
| Месечни просек сунчеве инсолације | Месечни просек сунчеве инсолације | Месечни просек сунчеве инсолације | Месечни просек сунчеве инсолације | Месечни просек сунчеве инсолације | Месечни просек сунчеве инсолације | Месечни просек сунчеве инсолације | Месечни просек сунчеве инсолације | Месечни просек сунчеве инсолације | Месечни просек сунчеве инсолације | Месечни просек сунчеве инсолације | Месечни просек сунчеве инсолације | Месечни просек сунчеве инсолације |
| --------------------------------- | --------------------------------- | --------------------------------- | --------------------------------- | --------------------------------- | --------------------------------- | --------------------------------- | --------------------------------- | --------------------------------- | --------------------------------- | --------------------------------- | --------------------------------- | --------------------------------- |
| Месец                             | I                                 | II                                | III                               | IV                                | V                                 | VI                                | VII                               | VIII                              | IX                                | X                                 | XI                                | XII                               |
| Број сати                         | 63.3                              | 94.2                              | 138.2                             | 173.4                             | 198.1                             | 232.3                             | 289.3                             | 298,3                             | 220                               | 135.8                             | 67.3                              | 57.9                              |

## Језера
Језера, њих шеснаест су међусобно раздвојени водопадима, слаповима и брзацима, преко којих се река стропоштава у метохијску котлину, савлађујући висинску разлику од 250 m између највишег и најнижег језера. Највеће језеро има димензије 55 са 45 m, највећа измерена дубина језера је 9 m, а највиши водопад има 21 m. Због сличности са Плитвичким језерима кањон Мируше називају „Метохијске Плитвице“.

## Рељеф и пећине
У пределу горњих језера посебну атракцију представљају џиновски лонци са стрмо углачаним странама. Завршетак кањона богат је крашким облицима рељефа, као што су вртаче, шкрапе и пећине, које вертикално пресецају читав зид кањона.
Кроз Душку пећину, највећу пећину од њих десет, протиче поток, правећи језерца, поноре и мање водопаде. На врху кречњачке литице Црвене стене, налазе се две пећине, у којима су за време Турака била склоништа и испоснице српских калуђера. У пећини Мала црква нађени су остаци средњовековне фреске и каменог подзида, а у пећини Велика црква постоје остаци фреске, олтара и молитвеника.

## Решење — акт о оснивању
Уредба о заштити предела изузетних одлика Мируша 05 бр. 501-440/98 — Влада Републике Србије. Службени гласник РС број 5/ 1998.